# Eugène Bersier
Eugène Arthur François Bersier, född den 5 februari 1831 i Morges i Schweiz, död den 19 november 1899 i Paris, var en fransk reformert predikant.
Bersier fick sin teologiska utbildning i Genève, där han tog starka intryck  av Alexandre Vinets frikyrkoidéer. Han bildade 1855 en egen församling i Paris men anslöt sig 1877 till den reformerta kyrkan i Frankrike. Bersier införde i sin 1874 byggda kyrka L'église de l'étoile, påverkad av intryck från den anglikanska kyrkan som han mottagit under en tids vistelse i Nordamerika, en rik och estetiskt tilltalande liturgi, men med föga anknytning till den liturgiska traditionen. Han var mycket berömd för sina väl utformade och till innehållet skarpsinniga och djupgående predikningar, utgivna som Sermons (1864–1868, flera nya upplagor och översättningar till andra språk). Tillsammans med Edmond de Pressensé grundade han 1854 Revue chrétienne.